# Операція «Катапульта»
Операція «Катапульта» — загальна назва серії операцій Королівського флоту Великої Британії по захопленню і знищенню кораблів французького флоту під час Другої світової війни. Операція була проведена після капітуляції Франції, для запобігання потрапляння кораблів французького флоту під контроль Німеччини. Основним епізодом операції був напад британського флоту на французьку ескадру в порту Мерс-ель-Кебір неподалік від Орана (Алжир) 3 липня 1940 року.

## Передумови
22 червня 1940 року Франція підписала капітуляцію перед Німеччиною. Відповідно до 8 пункту договору французький флот мав прибути у порти, вказані командуванням Крігсмаріне, де під контролем німецьких та італійських представників провести роззброєння кораблів та демобілізацію екіпажів.
Вішістський уряд на чолі з маршалом Петеном і командувачем флоту адміралом Дарланом заявляли, що жоден з кораблів не дістанеться Німеччині. Але британський уряд побоювався, що у разі потрапляння французьких кораблів до складу німецького флоту серйозно зміниться баланс сил.
18 червня відбулись переговори морського міністра Альберта Александера, першого морського лорда Паунда і міністра у справах домініонів Ллойда з Петеном і Дарланом.
Британці вимагали, щоб французькі кораблі були передані британцям або інтерновані в американських портах. Але переговори завершились безрезультатно. Тому Вінстон Черчилль вирішив нейтралізувати потенційну загрозу і захопити або знищити французький флот.
Французькі кораблі перебували у наступних портах:
- Портсмут і Плімут: застарілі дредноути «Парі» і «Курбе», 5 підводних човнів, 2 есмінці, 8 торпедних катерів
- Мерс-ель-Кебір: 2 нові лінкори («Дюнкерк» і «Страсбург»), 2 старих лінкори («Прованс» і «Бретань»), гідроавіаносець «Командан Тест», шість лідерів[Прим. 1].
- Оран: 6 легких крейсерів
- Касабланка: недобудований новий лінкор «Жан Бар»
- Александрія: старий лінкор «Лоррен», 4 крейсери, есмінці
- Тулон: 4 важких крейсери
- Дакар: лінкор «Рішельє»
- Мартиніка: авіаносець «Беарн» і 2 легких крейсери

Оскільки після капітуляції Франції британський флот мав діяти не лише у східному, але й у західному Середземномор'ї, у Гібралтарі було сформоване З'єднання Н, командувачем якого призначили адмірала Джеймса Сомервіля. До його складу увійшли авіаносець «Арк Роял», лінійний крейсер «Худ», лінкори «Валіант» і «Резолюшн», два крейсери та 11 есмінців.

## Хід операції

### Портсмут і Плімут
Вранці 3 липня всі кораблі, які перебували в Портсмуті і Плімуті, були раптово атаковані британськими морськими піхотинцями. Серйозний опір вчинили лише екіпажі підводного човна «Сюркуф» та есмінця «Містраль». Загинув французький мічман, британський офіцер та два матроси.
Деякі із захоплених кораблів увійшли до складу «Вільної Франції», інші були укомплектовані англійськими, голландськими та польськими екіпажами. Крім того, британці захопили транспортні кораблі тоннажем 450 000 т.

### Александрія
В Александрії ситуація розвивалась більш дружелюбно, чому сприяли добрі стосунки між британським адміралом Ендрю Каннінгемом і французьким командувачем Рене Годфруа. Каннінгемом не дозволив французьким кораблям покинути порт, але й вогонь відкривати не став.
У результаті французи зняли замки з гармат та здати їх на зберігання у своє консульство в Каїрі, а також здали паливо та боєголовки торпед. Британці у свою чергу зобов'язались не здійснювати спроб захопити французькі кораблі. Екіпажі отримали право сходити на берег.
Після повної окупації Франції та затоплення французького флоту в Тулоні у 1942 році французькі кораблі почали воювати на стороні Шарля де Голля.

### Оран і Мерс-ель-Кебір
Найкривавіші події відбулись 3 липня в порту Мерс-ель-Кебір.
Вранці З'єднання H підійшло до порту. Британці передали французам ультиматум з вимогою, щоб французькі кораблі були або переведені в британські порти (що суперечило умовам перемир'я з Німеччиною та Італією), або переведені у французькі порти Вест-Індії, або затоплені. В іншому випадку британці обіцяли застосувати силу.
Тоді ж британці за допомогою торпедоносців «Фейрі Сордфіш» встановили магнітні міни в гавані порту, щоб французькі кораблі не могли вийти в море. При цьому один винищувач прикриття був збитий французьким літаком.
Адмірал Женсуль відкинув ультиматум, заявивши, що відповідно до наказу Дарлана може затопити кораблі лише у випадку загрози захоплення їх німцями, тому французи будуть битись.
О 16:54 Сомервіль віддав наказ відкрити вогонь. З повітря його коригували літаки. Французи почали виходи в море і відкрили вогонь у відповідь. Першим був пошкоджений лінкор «Дюнкерк», в який влучили чотири 381-мм снаряди. Йому прошило машинне відділення, котли і позбавило подачі енергії на башти.
«Бретань» вибухнув після серії попадань — 200-метровий факел вогню було видно на десятки кілометрів. «Прованс» викинувся на берег, прийнявши тонни води.
Лише «Страсбургу» та 8 есмінцям вдалось вирватись під прикриттям диму і незважаючи на атаки торпедоносців, дістатись до Тулона.
У підсумку 1 297 французів загинуло, 350 було поранено. 1 лінкор пішов під воду, 2 вийшли з ладу. Втрати британців були непорівнянні: загинуло 2 пілоти, 6 літаків було збито.
Оскільки пошкодження «Дюнкерка» могли бути усунені протягом короткого часу, 6 липня була проведена повторна атака, яка вивела лінкор з ладу.

### Дакар
Британське керівництво вирішило у вересні провести десантну операцію у французькій колонії Дакар. Метою операції була доставка на берег Шарля де Голля, який став за кілька днів до капітуляції Франції заступником міністра оборони і не визнав перемир'я з Німеччиною.
За підтримки британської влади була створена організація, що отримала назву «Вільна Франція». Передбачалося, що жителі французької колонії перейдуть на сторону де Голля, повставши проти уряду Петена. Однак нічого подібного не сталося. Коли 23 вересня англійські кораблі з'явилися поблизу Дакара, їх очікував суворий прийом. Висаджені в місті парламентарі були заарештовані, а по англійських кораблях з берега був відкритий вогонь.
Наступного дня розгорівся бій, в ході якого англійський лінкор «Барем» був пошкоджений снарядами від берегових батарей, а «Резолюшн» торпедований французьким підводним човном.
Але лінкор «Рішельє» був пошкоджений торпедою, згодом в нього влучили 381-мм снаряди, а потім стався вибух снаряду в башті головного калібру. Пошкодження були не дуже значні, але корабель був виведений з ладу до 1943 року, коли він вирушив на ремонт у США.
Британський флот змушений був відступити, не досягши мети операції, хоча французький лінкор був нейтралізований.

### Мартиніка
На 3 липня планувалась атака по французьких кораблях, які перебували в порту Пуент-а-Пітр, але вона була скасована в останню мить через втручання президента США Франкліна Рузвельта.

## Наслідки
Після атаки на Мерс-ель-Кебір дипломатичні відносини між Британією і Францією офіційно були негайно розірвані. Як і обіцяв Жансуль, французький флот, який до цього був проанглійським, став вважати британський флот своїм супротивником.
Генерал де Голль, командувач збройними силами «Вільної Франції», що продовжували битву з Німеччиною, у своїх мемуарах писав, що агресія в Мерс-ель-Кебірі сильно вдарила по його планах. Приплив добровольців, які бажали продовжити боротьбу, різко скоротився.
Як відзначають сучасні історики, потреби знищувати французький флот не було. Це наочно показали події листопада 1942 року, коли під час остаточної окупації Франції французи затопили свій флот в Тулоні, виконавши обіцянку, надану 18 червня 1940 року Дарланом — французькі кораблі не дісталися країнам Осі.
Але у 1940 році британський уряд вважав свої дії виправданими. Велика Британія убезпечила себе, зберігши вигідне їй співвідношення сил на Середземному морі й навколо Британських островів. За спогадами Черчилля, Велика Британія тим самим показала всьому світу, в першу чергу США, готовність продовжити боротьбу. Рішучість уряду стала й додатковим стимулом для народу в битві за Британію. Тому й було віддано цей наказ, який Черчилль назвав «жахливим, але необхідним»